# Rafle
Pour les articles homonymes, voir Rafle (homonymie).
 (janvier 2008).

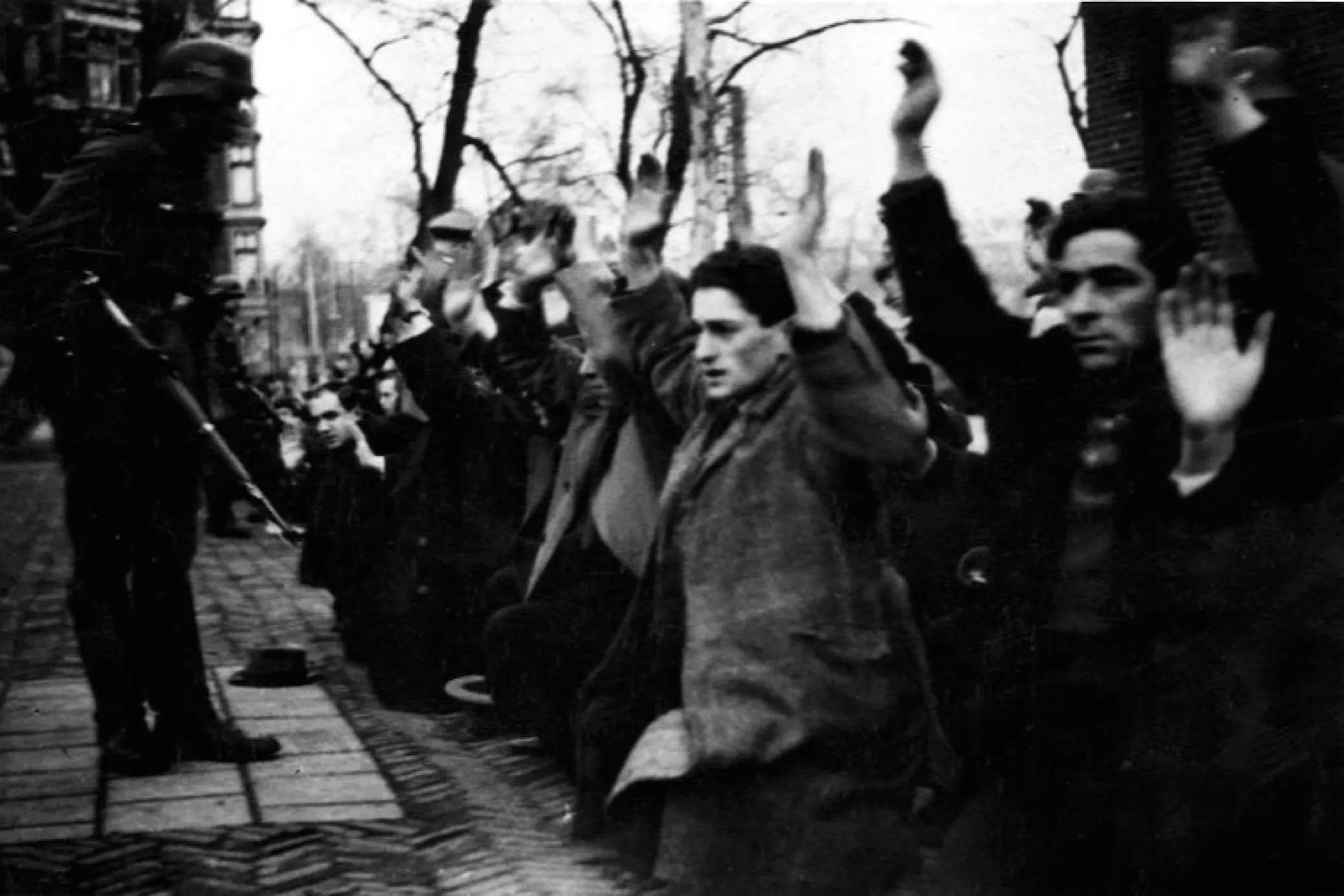
Rafle de Juifs par l'occupant nazi à Amsterdam, en février 1941. Ces événements amèneront à la grève générale de février.

Une rafle est une opération policière d'interpellation et d'arrestation de masse de personnes prises au hasard sur la voie publique ou visant une population particulière. Pour garantir le succès de l'opération, les organisateurs comptent particulièrement sur l'effet de surprise afin de limiter au minimum les possibilités d'y échapper. Sur le plan légal, la rafle est d'ordre administratif et placée sous le contrôle de l'autorité politique.

## En France

### Rafles pendant la Seconde Guerre mondiale
On attribue le nom de rafles aux vagues d'arrestations organisées par les polices françaises et allemandes pendant la Seconde Guerre mondiale contre les Juifs et également dans les opérations contre les Résistants. Les personnes raflées, sont ensuite parfois libérées, souvent fusillées ou envoyées dans les camps de concentration ou d'extermination nazis.
La plus connue des rafles contre les Juifs est la rafle du Vél' d'Hiv' des 16 et 17 juillet 1942. En zone libre, la rafle du 26 août 1942, entièrement d’initiative française, a concerné 6 584 juifs étrangers ou apatrides dont la plupart seront déportés vers Auschwitz et immédiatement assassinés.
La rafle anti-maquis et de répression de Tulle, le 9 juin 1944, est décrite ainsi :

« par petits groupes, les SS ratissent les quartiers et les rues ; ils entrent dans les logements, examinent les hommes qu'ils font sortir ; aux femmes, ils affirment qu'il s'agit d'un contrôle d'identité, que l'absence de leur époux, fils ou frère ne sera pas longue et qu'il est inutile d'emporter des provisions. »

D'autres rafles de moindre ampleur ont marqué les mémoires de plusieurs localités françaises, comme celle du hameau de Roissiat à Courmangoux dans l'Ain, où une dizaine de jeunes gens ont été arrêtés pendant une fête de mariage, le 16 avril 1944.

### Rafles pendant la guerre d'Algérie
Afin de lutter contre l'indépendance de l'Algérie qui se dessine entre 1958 et 1962, le gouvernement français procède à des interpellations à plus grande échelle : plusieurs rafles ont lieu à Paris, mais aussi à Alger.
Maurice Papon est nommé préfet à Paris en 1958. À plusieurs attentats perpétrés sur le sol algérien, il répond à Paris par des rafles de Français musulmans d’Algérie. Une « Force de police auxiliaire » est mise en place, et soupçonnée de pratiquer la torture. En parallèle, des suspects peuvent être interpellés et arrêtés, sur simple décision administrative, au Centre d’identification de Vincennes ou au palais des Sports.
Lors de la bataille d'Alger, 20 000 autochtones sont arrêtés arbitrairement, mais à peine plus de 16 000 sont relâchés. Le général Massu, dans son livre la Vraie Bataille d'Alger explique qu'un peu plus des 3 000 personnes manquantes ont subi le sort des « crevettes Bigeard » (les deux pieds noyés dans du béton, et les personnes jetées par hélicoptère dans la mer).

## En Belgique

### Rafles de Juifs pendant la Seconde Guerre mondiale
La population juive de Belgique a connu 4 rafles durant la Seconde Guerre mondiale. Les deux premières rafles se déroulèrent les 15 et 28 août 1942 à Anvers sous le commandement du sous-officier SS Erich Holm. Elles furent menées par des feldgendarmes, des SS allemands et flamands ainsi que par des policiers belges. Une troisième rafle se déroulera le 11 septembre 1942. À Bruxelles, la situation est différente et le bourgmestre Jules Coelst qui s'était déjà opposé aux Allemands sur la question du port obligatoire de l'étoile juive, ordonnance qu'il refusera de faire appliquer, argua d'un manque d'effectif pour que sa police ne soit pas mêlée aux rafles. Une seule rafle nocturne se déroulera ainsi à Bruxelles, le 3 septembre 1942. Liège et Charleroi connurent également chacune une seule rafle en août-septembre 1942.

### Rafles de migrants en 2017 et 2018
Des suites d'une crise migratoire en Europe, le parc Maximilien à Bruxelles s'est transformé en un camp de réfugiés, lieu de rencontre entre migrants, volontaires et associations depuis 2015,.
En juillet 2017, la plateforme citoyenne de soutien aux réfugiés dénonce des rafles ayant été organisées en mai et en juin. C'est également le cas du Ciré, association sans but lucratif créée en 1954 dont le but est permettre aux réfugiés et aux étrangers de s'initier à la vie économique, sociale et culturelle du pays afin de faciliter leur intégration en Belgique.
De nombreux témoignages font état de rafles récurrentes, pendant lesquelles de nombreuses irrégularités ont été notées, telle que l'abus de la force sur des personnes affaiblies et/ou âgées migrantes ainsi que sur des citoyens bénévoles amenant à plusieurs centaines de plaintes déposées auprès du Comité P.
Un mouvement citoyen proposant d'héberger les migrants s'est amplifié afin de les protéger de ces rafles, amenant les ministres Jan Jambon, Koen Geens et le Secrétaire d'État Theo Francken à faire approuver le 30 juin 2017 un avant-projet de loi offrant un cadre légal à l'Article 15 de la Constitution belge permettant des visites domiciliaires chez les personnes hébergeant des migrants.

## Rafles issues de la surveillance internet
- Le terme de rafle est repris aujourd'hui lorsque la police médiatise une opération destinée à combattre la pédophilie sur internet. Le mode opératoire adopté est d'intervenir en semaine à 6 heures, heure légale d'intervention pour perquisition et arrestation.
- La surveillance des activités d'internautes a permis également de surprendre des téléchargements illégaux de films et rendre possible la rafle des contrefacteurs. On peut citer, par exemple les rafles organisées par le syndicat MPAA (Motion Picture Association of America) aux États-Unis[15] ou celle de la police coréenne (pour stopper les téléchargements du film Lord of War[16]) qui ont été médiatisées afin de décourager le téléchargement illégal basé sur la technologie « Peer to Peer ».